# Телуша (станция)
Телу́ша (бел. Цялу́ша; до 1904 года называлась Ковали́ (бел. Кавалí), с 1904 до 1912 года — Рыня (бел. Рыня)) — грузовая и пассажирская железнодорожная станция вблизи агрогородка Ковали Бобруйского района (Могилёвская область, Белоруссия).
Расположена между остановочными пунктами Малинники и Микуличи (отрезок Осиповичи — Жлобин железнодорожной линии Минск — Гомель). Действует, в том числе, пассажирское пригородное сообщение электропоездами по маршруту Осиповичи — Жлобин, а также дизель-поездом по маршруту Рабкор — Жлобин.
Примерное время в пути со всеми остановками от ст. Осиповичи I — 1 ч. 26 мин., от ст. Жлобин — 45-55 мин.
В 1 км к северу от станции проходит автомобильная дорога международного значения М5 (Минск — Гомель). Агрогородок Телуша, с которым ассоциируется название станции, расположен на расстоянии около 8 км к западу от неё.